# Немиє-Нові
Немиє-Нові (пол. Niemyje Nowe) — село в Польщі, у гміні Рудка Більського повіту Підляського воєводства.
Населення — 144 особи (2011).
У 1975-1998 роках село належало до Білостоцького воєводства.

## Демографія
Демографічна структура станом на 31 березня 2011 року:
|          | Загалом | Допрацездатний вік | Працездатний вік | Постпрацездатний вік |
| -------- | ------- | ------------------ | ---------------- | -------------------- |
| Чоловіки | 68      | 12                 | 38               | 18                   |
| Жінки    | 76      | 18                 | 35               | 23                   |
| Разом    | 144     | 30                 | 73               | 41                   |